# Jean-Jacques Marchand
Pour les articles homonymes, voir Marchand.
Jean-Jacques Marchand, né en 1944, de père suisse et de mère italienne, est chercheur et professeur de littérature italienne à la Faculté des lettres de l'Université de Lausanne. Il est membre du Conseil de Fondation du Dictionnaire historique de la Suisse.
Les domaines de recherche de Jean-Jacques Marchand sont : la Renaissance italienne, Machiavel, la poésie de cour XVe – XVIe siècle, l'historiographie toscane XVe – XVIe siècle, la littérature de l'émigration italienne dans le monde, la littérature de la Suisse italienne, la poésie contemporaine, la philologie italienne et la base de données BASLIE. Ses domaines d'enseignement sont la littérature et la philologie italiennes du XIIIe au XVIIe siècle.
Il a de très nombreuses publications à son actif, on notera également Édouard Rod et les écrivains italiens. Correspondance inédite avec S. Alermo, Luigi Capuana, G. Cena, Grazia Deledda, Antonio Fogazzaro et Giovanni Verga, Genève, Université de Lausanne, publications de la Faculté des lettres, 1980.

## Études
- 1963 : Maturité fédérale
- 1963-1968 : Licence ès lettres, Université de Lausanne
- 1972-1973 : Séminaire pédagogique de l'enseignement secondaire
- 1976 : Doctorat ès Lettres (littérature italienne)

## Carrière académique
- 1969-1973 : Assistant diplômé de littérature italienne (Université de Lausanne)
- 1973-1980 : Maître assistant de littérature italienne (Université de Lausanne)
- 1980-1983 : Agrégé de littérature italienne (Université de Lausanne)
- 1980-1983 : Chargé de cours de littérature italienne (Université de Neuchâtel)
- 1983- : Professeur de littérature italienne (Université de Lausanne)